# 육군공병학교
육군공병학교(陸軍工兵學校, R.O.K Army Engineer School)는 대한민국의 군사교육기관으로, 전라남도 장성군에 있다. 기계화학교, 보병학교, 포병학교 등과 함께 상무대로 통칭된다. 초급 공병 장교 및 병사를 교육한다.

## 역사
1948년 11월에 경기도 김포에서 창설된 육군공병학교는 1950년에는 경북 우보를 거쳐 고산으로, 다시 11월 서울로 갔다가 경상남도 김해로 내려온다. 다른 한편 1949년 3월에 충청남도 대전에 창설된 육군통신학교는 29년 후 1978년 3월 경상남도 김해 육군공병학교에 통폐합되었다. 그리고 경상남도 김해에 있던 육군공병학교는 이후 1995년 8월에 현재 위치인 전라남도 장성군으로 이전을 완료한다. 2011년 기준 약 61만명의 공병장병을 양성 배출함으로써 군의 전투력 증강은 물론 국가안보와 국위선양에 크게 기여하였다. 6.25 전쟁시에는 국난극복을 위하여 전투공병으로서의 역할을 담당하였으며, 60년대 이후에는 경부고속도로건설 등 국책사업을 주도하여 국가 경제개발의 일등공신으로서의 역할을 하였고, 또한 최근에는 경의선, 동해선 남북철도 및 도로 연결사업을 성공적으로 완수함은 물론 국제평화유지를 위하여 베트남, 소말리아, 앙골라, 동티모르, 아프칸, 이라크, 레바논, 아이티 등에 파병되어 대한민국과 육군의 위상을 드높이는 쾌거를 달성하기도 하였다.

## 교육 과정
- 장교과정
  - 직무보수과정: 공병대대 정작과장 및 단급 이상 참모 직무수행 능력 구비
  - 대위 지휘참모과정: 공병 중대장 / 대대급 이상 참모 직무수행 능력 구비
  - 신임장교 지휘참모과정: 공병 소대장 / 참모장교(대대/단) 직무수행 능력 구비
  - 시설장교반: 건설사업 관리방법 및 시설계획 및 설계능력 구비
- 부사관과정
  - 고급, 중급, 초급반 교육을 통해 맡은 바 임무에 최고의 전문가 / 업무에 정통할 수 있도록 교육 실시
- 군무원과정
  - 시설임용 / 보수반
  - 관재군무원반: 관재업무담당관으로서 업무수행능력 구비
- 통합과정
  - 지도 및 지형분석반: 지형정보 분석관 업무수행능력 구비
- 특기병과정
  - 지뢰, 폭파, 장갑전투도자, 다목적굴착기, 교량전차, 정수장비, 도자, 모터그레이더, 로우더, 굴삭기, 공병장비부대정비 등 공병주특기를 가지고 있는 병사들의 후반기교육 실시

## 국책사업 참여 실적

### 도로공사
- 경부고속도로 공사: 1968. 2 ~ 1970. 7
- 한계령 공사: 1971. 12 ~ 1973. 10
- 울진 ~ 현동간 도로공사: 1982. 8 ~ 1984. 12
- 자유로 공사: 1990. 9 ~ 1993. 6
- 시흥 ~ 안산간 도로공사: 1991. 12 ~ 1994. 11
- 경의선 공사: 2000. 9 ~ 2003: 10
- 동해선 공사: 2002. 9 ~ 2004. 6

### 기타
- 국가 주요시설 신축 및 개보수
  - 서울 동작동 국립묘지공사 (1953)
  - 덕수궁 석조전(등록문화재 제 80호)복구 (1955)
- 일반국도 및 주유시가지 도로신설, 확포장 공사 (1955 ~ 1976)
  - 대구광역시 시가지 외 약 700개소 3,639 km
- 교량 신설 및 보수 (1955 ~ 1966)
  - 울산공업단지 부지조성공사 (1962)
  - 강원도 철원 학포교 외 612개소
- 학교신축 (1954 ~1972)
  - 춘천여자고등학교 외 350개 학교 4,790개 교실
- 농지개간사업 (1951 ~ 1975): 2,373정보

## 같이 보기
- 상무대
  - 육군보병학교
  - 육군기계화학교
  - 육군포병학교
  - 육군화생방학교